# Liste von Burgen, Schlössern und Festungen auf Malta
Die Liste der Burgen, Schlösser und Festungen auf Malta ist nicht vollständig.

## Liste
| Bezeichnung     | Ort      | Bemerkungen | Bild |
| --------------- | -------- | ----------- | ---- |
| Cittadella      | Victoria |             |      |
| Fort St. Angelo |          |             |      |
| Selmun Palace   |          |             |      |
| Verdala Palace  | Siġġiewi |             |      |